# Vesicaperla
Vesicaperla is een geslacht van steenvliegen uit de familie Gripopterygidae. De wetenschappelijke naam van het geslacht is voor het eerst geldig gepubliceerd in 1967 door McLellan.

## Soorten
Vesicaperla omvat de volgende soorten:
- Vesicaperla celmisia McLellan, 2003
- Vesicaperla dugdalei McLellan, 1977
- Vesicaperla eylesi McLellan, 1977
- Vesicaperla kuscheli McLellan, 1977
- Vesicaperla substirpes McLellan, 1967
- Vesicaperla townsendi McLellan, 1977
- Vesicaperla trilinea McLellan, 2003